# Podrzeczany
Podrzeczany – wieś w Polsce położona w województwie podlaskim, w powiecie hajnowskim, w gminie Czyże.
W latach 1975–1998 miejscowość położona była w województwie białostockim.
Przez miejscowość przepływa niewielka rzeka Łoknica, dopływ Narwi.
Wieś w 2011 zamieszkiwało 80 osób.

## Religia
Prawosławni mieszkańcy wsi należą do parafii Zaśnięcia Najświętszej Maryi Panny w Czyżach, a wierni kościoła rzymskokatolickiego do parafii Podwyższenia Krzyża Świętego i św. Stanisława, Biskupa i Męczennika w Hajnówce.

## Galeria

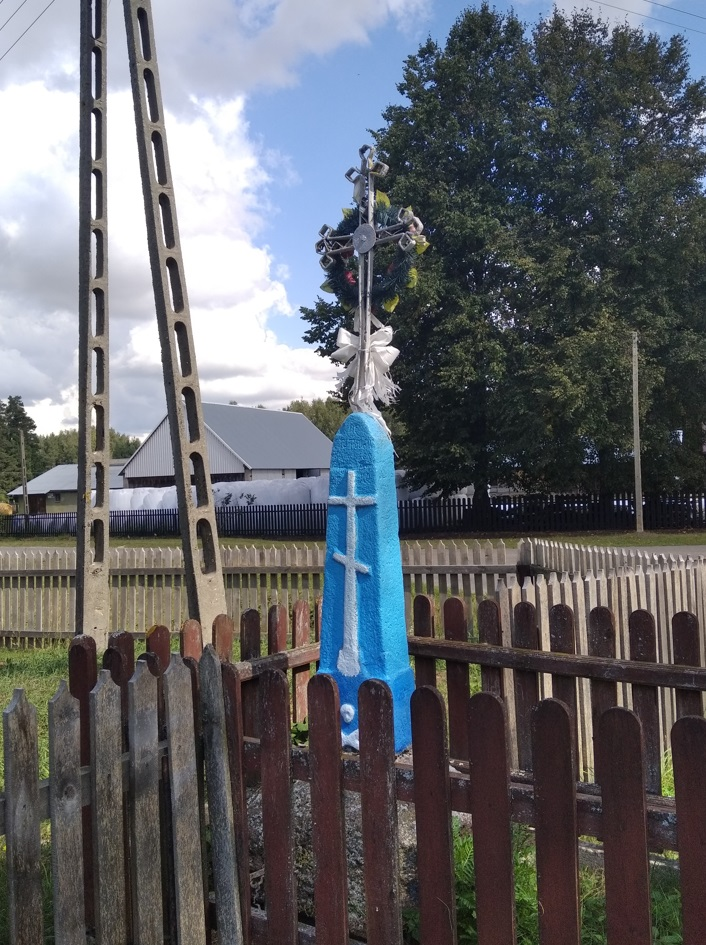
Prawosławny krzyż przydrożny
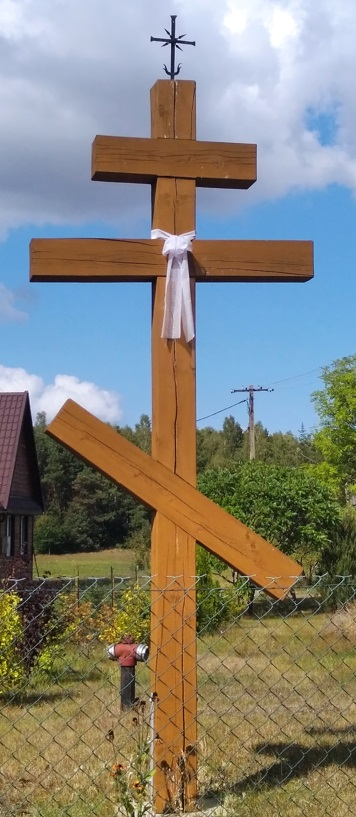
Prawosławny krzyż przydrożny
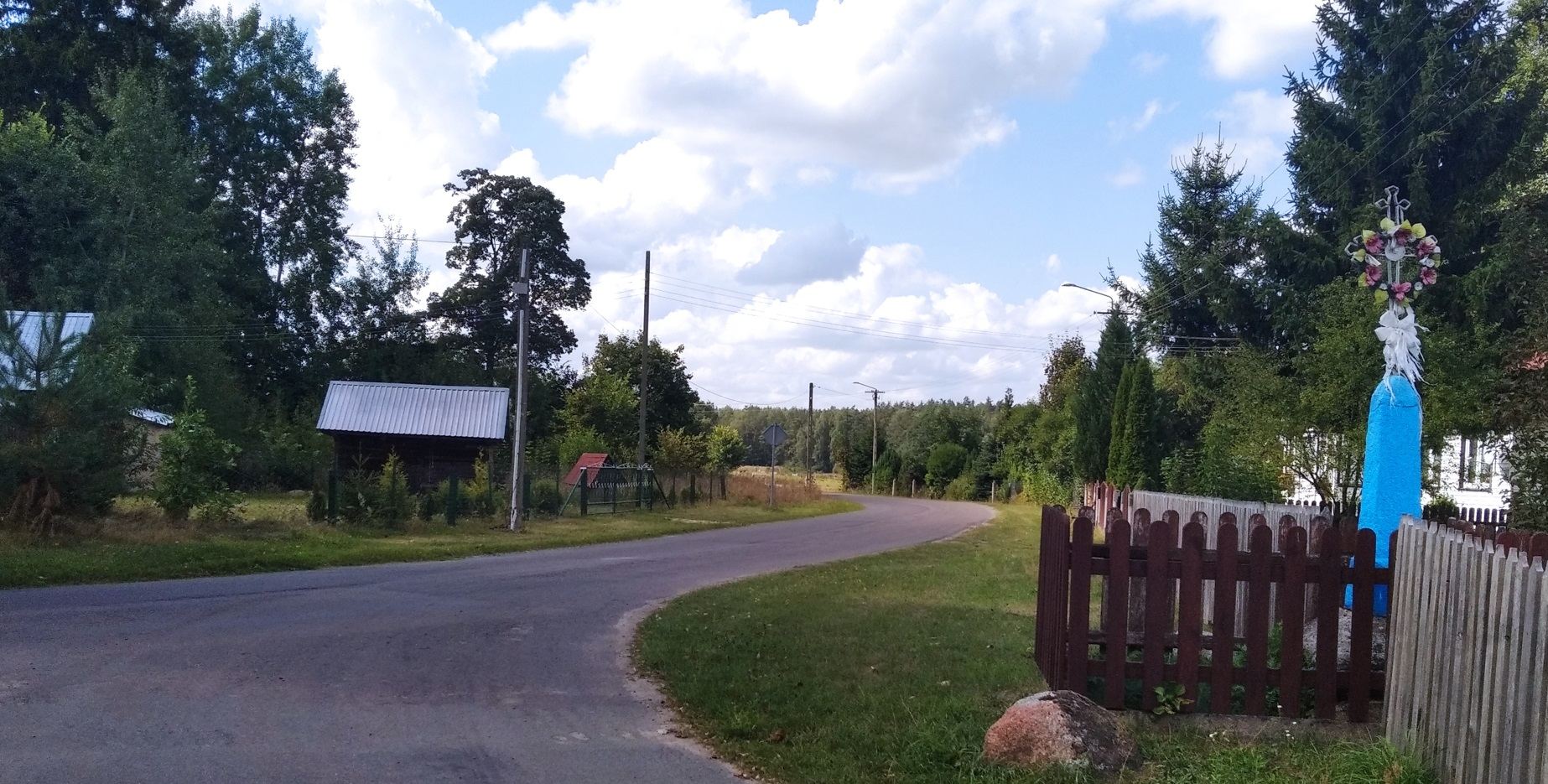
Droga od strony Czyż
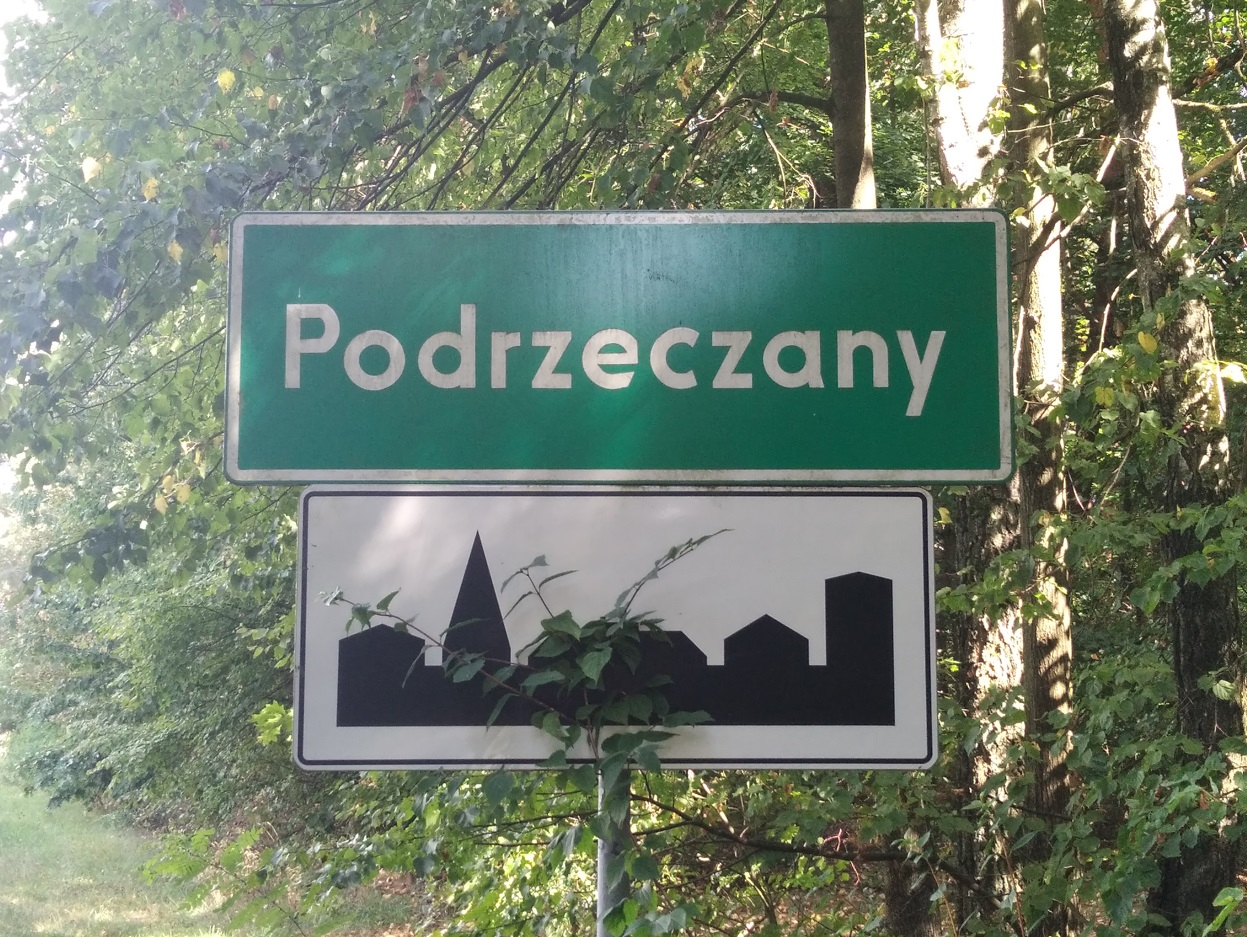
Znak miejscowości